# Aloe plicatilis
Aloe plicatilis (waaieraalwijn of waaieraloë) is een succulent uit de affodilfamilie (Asphodelaceae). De plant heeft een gevorkte, houtige stam tot 5 m hoog, met clusters van bladeren in twee tegenover elkaar staande rijen . De bladeren zijn grijsgroen en ongeveer 30 cm lang en 4 cm breed. De rode bloemen verschijnen in augustus tot oktober. 
De plant komt voor in de Westelijk Kaapbergen, van Elandskloof in het noorden tot Franschhoek in het zuiden.
... · 
A. aageodonta · 
A. cryptopoda (Blauwbladaloë) · 
A. dichotoma (Kokerboom) · 
A. plicatilis (Waaieraloë) · 
A. rauhii · 
A. vaombe · 
A. vera (Aloë vera) · 
A. zakamisyi · 
...